# Ligne de Buzy à Laruns-Eaux-Bonnes-Les Eaux-Chaudes
La ligne de Buzy à Laruns-Eaux-Bonnes-Les Eaux-Chaudes était une ligne ferroviaire française, à écartement standard et à voie unique, des Pyrénées-Atlantiques. Elle constituait un embranchement de la ligne de Pau à Canfranc (frontière). Elle reliait la gare de Buzy-en-Béarn à celle de Laruns, pour desservir la vallée d'Ossau, et notamment les stations thermales d’Eaux-Bonnes et des Eaux-Chaudes.
Elle constitue la ligne no 665 000 du réseau ferré national.

## Histoire
Le projet de la ligne est présenté à la Chambre des députés le 26 mars 1878. Elle est déclarée d’utilité publique le 13 juin 1878. L’État prend en charge la construction et confie par convention l’exploitation à la Compagnie des chemins de fer du Midi et du Canal latéral à la Garonne le 30 juin 1883. La ligne est cédée par l’État à la Compagnie des chemins de fer du Midi et du Canal latéral à la Garonne par une convention signée entre le ministre des Travaux publics et la compagnie le 9 juin 1883. Cette convention est approuvée par une loi le 20 novembre suivant.
En 1928, la ligne a été électrifiée en 1,5 kV - CC en même temps que la ligne de Pau à Canfranc (frontière).
La ligne a été fermée au service des voyageurs le 2 mars 1969. 
Elle a été fermée au service des marchandises en deux étapes : d’Arudy à Laruns le 5 juillet 1971 et de Buzy à Arudy le 1er avril 2003.
Le tronçon d’Arudy à Laruns a été déclassé le 26 juillet 1973 (PK 241,223 à 254,478).
La section de Buzy à Arudy est également déclassée depuis le 5 avril 2012.

## Tracé
gare de Buzy-en-Béarn, gare de Laruns - Eaux-Bonnes

## Voie verte
Une voie verte faisant partie de la « Véloroute de la Vallée d’Ossau » est aménagée entre 2016 et 2022 sur le tracé de l’ancienne ligne. Elle relie la gare de Buzy à Bielle (en voie verte et voie partagée sur 11 km) puis Geteu à Laruns (en voie verte sur 2,5 km), cette véloroute dessert notamment Arudy et le Lac de Castet.  